# Кунинский (река)
Кунинский (укр. Кунинський) — река во Львовском районе Львовской области, Украина. Правый приток реки Белая (бассейн Вислы).
Длина реки 10 км, площадь бассейна 27 км². Русло слабоизвилистое, в основном канализированное и выпрямленное.
Истоки реки расположены между посёлком городского типа Магеров и селом Великое Предместье на северо-восточных склонах Росточья. Протекает в пределах Надбужанской котловины. Течёт сначала на восток, дальше — в основном на северо-восток. Впадает в Белую в западной части села Добросин.